# Rood schorsvlekje
Het rood schorsvlekje (Coniocarpon cinnabarinum) is een korstmos uit de familie Arthoniaceae. Het leeft in symbiose met de alg Trentepohlia.

## Kenmerken
Anamorf
De anamorf bestaat uit conidiomata pycnidia, ingebed en ongeveer 60 μm in diameter, met rode-bruine wanden die bij K+-olijfgrijs kleuren. De conidia zijn bacilliform en meten 3,5-5,5 × ca. 0,8 μm. 
Teleomorf
De teleomorf verschijnt als ascomata arthonioid apothecia, met afmetingen van (0,2-) 0,3-1 × 0,2-0,5 (-0,7) mm, plat tot licht convex, enigszins afgerond, ± veelhoekig of lineair, soms vertakt maar zelden stervormig. Ze zijn wit-aangedaan met (gewoonlijk) marginaal, rozerood tot karmijnrood pruina, oudere apothecia zijn vaak niet bedekt met pruina en hebben een donker paars-bruine kleur. Het epithecium is bruin met plekken van paars-rood pigment, vooral aan de buitenrand, vaak ook met talrijke minuscule korrels (pruina). 
Het hymenium is 60-70 μm hoog, hyaliene of licht oranje-rood, terwijl het hypothecium 25-40 μm hoog is, min of meer hyaliene. Het interascale weefsel van de pseudoparafysen meten 1-1,5 μm in diameter, maar is vaak bruinwandig en tot 2,5 μm in diameter in het epithecium, sommige met apicale dopjes. De ascosporen meten (18-) 20-28 × 7-9,5 μm, zijn (2- tot) 4- tot 5- (tot 6-) septaat, cilindrisch-ovoïd, hyaliene en glad, met een goed ontwikkelde epispore.

## Verspreiding
Coniocarpon cinnabarinum komt voor op alle continenten behalve Antarctica. In Nederland komt het rood schorsvlekje zeer zeldzaam voor. Het staat op de rode lijst in de categorie  'Kwetsbaar'.